# Elatostema cornutum
Elatostema cornutum är en nässelväxtart som beskrevs av Hugh Algernon Weddell. Elatostema cornutum ingår i släktet Elatostema och familjen nässelväxter. Inga underarter finns listade i Catalogue of Life.